# Sentier de grande randonnée NC1
Le sentier de grande randonnée NC1 traverse le sud de la Grande Terre en Nouvelle-Calédonie, de l'ancien village pénitentiaire et minier de Prony en bord de mer aux sommets de la Chaîne centrale à Dumbéa.

## Présentation
Le sentier GR NC1 est divisé en six ou sept étapes, avec deux chemins alternatifs au niveau de l'étape n° 4. Cinq refuges jalonnent son parcours.
- Étape 1 : de Prony (commune du Mont-Dore) au refuge des Neocallitropsis, soit une distance de 14 km et un temps de marche de 4 h (pour un temps global de parcours estimé à 6 h 30). Cette étape traverse la plaine des Lacs avec ses vestiges de l'ancienne exploitation minière dans le Grand Sud (les anciennes mines de la Tchaux ou Anna-Madeleine) ainsi que la rivière du Carénage. Elle est classée en difficulté C (difficile).
- Étape 2 ou sentier Alain Grouazel : du refuge des Neocallitropsis au lieu-dit « Netcha », dans la vallée du creek Pernod (Yaté), il suit une ligne de crête séparant la Plaine des Lacs de la vallée du creek Pernod sur 10,8 km (3 h 30 de marche, 5 h 30 pour le temps global du parcours). Dominant le paysage environnant du Grand Sud, il offre surtout de nombreux points de vue et est classé comme difficile (C).
- Étape 3 : de Netcha au refuge de Ouénarou pour un tronçon assez long (19,6 km, 5 h de marche et un temps de parcours global d'environ 7 h 45), il parcourt la vallée boisée du creek Pernod (qui tire son nom de sa couleur faisant penser aux alcools anisés de la marque Pernod). Il suit le chemin emprunté autrefois par les animaux de bât qui servaient au ravitaillement des prospecteurs, des mineurs ou des forestiers, jusqu'au pic du Cintre. En raison de la traversée du creek Pernod, qui peut s'avérer dangereuse surtout en cas de crue, et de sa longueur, cette étape est considérée comme très difficile (D).
- Étape 4 : deux chemins différents sont proposés pour l'étape 4 à partir du refuge de Ouénarou, les deux chemins se séparant au niveau de l'aire de repos du « Creek de Bon Secours », après avoir escaladé les contreforts des monts Pouédihi (recouverts de forêt primaire) et du Gwé Daru qui dominent le lac de Yaté et le parc de la Rivière Bleue :
  - Étape 4A : du refuge de Ouénarou à celui des Muletiers, il contourne, à partir du creek de Bon Secours, les marais de la Rivière Blanche par l'ouest et s'éloigne donc du lac en restant dans les collines avoisinantes. Long de 14,6 km, il s'agit de l'une des parties les plus accidentées du parcours, tant en montée (870 m de dénivelée positive) qu'en descente (840 m de dénivelée négative), il se parcourt ainsi en 5 h 30 de marche et en un temps global estimé à 7 h. Il est classé difficile (C).
  - Étape 4B : elle relie directement le refuge de Ouénarou à celui des Tristaniopsis, sans passer par celui des Muletiers, il s'agit du tronçon le plus long entre deux refuges (21,6 km, 6 h de marche ou 8 h pour le temps de parcours global) tout en étant légèrement moins accidenté que l'étape 4A (680 m de dénivelée positive et 595 m de dénivelée négative). Elle se sépare du parcours principal (l'étape 4A) à partir de l'aire de repos du « Creek de Bon Secours » en contournant le marais de la Rivière Blanche par l'est. Ainsi, il pénètre dans le Parc provincial de la Rivière Bleue où il longe les berges du lac de Yaté, traverse la forêt noyée puis remonte le cours de la Rivière Bleue. Ce parcours offre ainsi la possibilité aux randonneurs de bifurquer sur l'un des sentiers de petite randonnée qui sillonnent le parc. Cette étape est considérée comme difficile (C).
- Étape 5 : qui prolonge l'étape 4A, il relie le refuge des Muletiers à celui des Tristaniopsis où il rejoint l'étape 4B. Il longe le marais de la Rivière Blanche par l'ouest et traverse donc des zones marécageuses et boisées (forêt du mois de mai) ainsi que de nombreux « creeks » (ruisseaux asséchés en saison sèche). Long de 17,8 km, son temps de marche est de 5 h 30 et son temps global pour le parcourir de 7 h.
- Étape 6 : du refuge des Tristaniopsis à celui de la mine Soleil. Long de 15,3 km, il s'agit d'une longue ascension (avec 1 290 m de dénivelée positive, il permet d'accéder au point culminant du GR : le site de l'ancienne mine Soleil) suivant la partie amont du cours tumultueux de la Rivière Bleue, dans un environnement de forêt primaire dense. Pour cette raison, son temps de parcours est long (7 h 30 de marche en moyenne et 8 h de temps global). Sa dénivellation, ainsi que la traversée des Cornes du diable qui peuvent s'avérer dangereuses en cas de crue (une tyrolienne devant y être aménagée), font que cette étape est considérée comme très difficile (D).
- Étape 7 : du refuge de la mine Soleil jusqu'au barrage de la Dumbéa, qui marque la fin du sentier dans les hauteurs dominant la commune du même nom. Parcours en descente (1 210 m de dénivelée négative pour 250 m de dénivelée positive) à flanc de montagne et en pleine forêt d'altitude dense et humide, avec de nombreux points de vue sur la vallée de la Dumbéa et des vestiges miniers. Assez court (9,7 km), il se parcourt plutôt rapidement (4 h 15 de marche pour un temps global estimé à 5 h). Il est classé en difficulté C (difficile).

## Historique
Ouvert au début 2009, les derniers refuges (mine Soleil, Tritaniopsis et des Muletiers) ont été achevés et ouverts en juin de cette même année. Le topoguide D988 "La Nouvelle-Calédonie, Province Sud" (7 étapes du GR NC1 + 21 PR sentiers de promenades et randonnées) de la Fédération française de la randonnée pédestre a été édité en janvier 2009.